# اجم ارکک
اجم ارکک (انگلیسی: Ecem Erkek؛ زادهٔ ۲۴ ژوئن ۱۹۸۹) بازیگر اهل ترکیه است. وی از سال ۲۰۱۷ میلادی تاکنون مشغول فعالیت بوده‌است.